# Habbaniyah
Habbaniyah (en árabe: الحبانية) es una ciudad en el centro de Irak, perteneciente a la provincia de Ambar. Se encuentra a 26 kilómetros de Ramadi, capital de la provincia, y a 78 kilómetros de Bagdad. La ciudad está bañada por las aguas del lago homónimo, y fue en la Segunda Guerra Mundial la principal base de operaciones de la Royal Air Force en Oriente Medio.
La base aérea de la RAF británica en Habbaniyah se remonta a principios de la guerra, cuando la Luftwaffe alemana había establecido dos campos de operaciones en Irak para ayudarlos en la guerra anglo-iraquí: uno en Mosul y otro en la capital, Bagdad. Los británicos escogieron Habbaniyah como lugar de destacamento de tropas por su cercanía al río Éufrates; al final el río terminó siendo un problema, desbordándose en numerosas ocasiones debido a las crecidas que sufría cada año.
Después del armisticio en Irak, los británicos se desplegaron de Habbaniyah, yendo todos ellos a luchar contra la Francia de Vichy que estaba ocupando toda la frontera turco-siria. La mayoría de los soldados ingleses fueron enviados a Deir ez-Zor y a Raqqa, en la actual Siria, dejando la base de Habbaniyah abandonada. En la actualidad muchas de las antiguas instalaciones se han venido abajo; aun así, la zona sigue siendo empleada por el Ejército Británico y la RAF.